# 실험식
실험식(empirical formula, 實驗式)은 화합물에 존재하는 원소의 비율을 표시하는 화학식이다. 실험식은 CaCl2와 같이 이온 화합물의 화학식, SiO2와 같은 거대 분자와 같이 분자를 정의하기 어려운 경우나, 이온결정과 같이 명확한 경계가 없는 물질을 나타낼때 주로 쓰인다. 실험식은 분자에 포함된 원자수를 가장 간단한 정수비로 나타낸다.이와 같은 실험식은 구성원자의 개수를 정확하게 알 수 없다는 단점이 있다. 즉, 분자식 CH2O와
C6H12O6의 실험식은 CH2O로 같다.
또한 역으로 실험식n=분자식이 된다.